# Колесова (деревня)
Колесова — деревня в Алапаевском районе Свердловской области России, входящая в Махнёвское муниципальное образование. Подчинено Измоденовской сельской администрации.

## Географические положения
Деревня Колесова расположена в 45 километрах (по автотрассе в 54 километрах) к северу от города Алапаевска, на обоих берегах реки Иски (левый приток реки Мугай).

## Население
| 1926 | 2002 | 2010 |
| ---- | ---- | ---- |
| 365  | ↘4   | ↘0   |